# رفيق التميمي
رفيق التميمي واسمه الكامل «محمد رفيق» راغب التميمي (1889 – 1957) هو تربوي وسياسي عربي فلسطيني من مواليد نابلس لعائلة إقطاعية. عُين سنة 1945 عضوًا في اللجنة العربية العليا. وهو أحد مؤسسي جمعية العربية الفتاة.

## حياته
درس التميمي المدرسة الابتدائية في مكان ولادته، والتحق عام 1902م بإعدادية مرجان في الأستانة. سافر إلى فرنسا والتحق بكلية الآداب في جامعة السوربون، نال الليسانس في الآداب والتربية، عمل أستاذا للتاريخ في أماكن متفرقة، وعمل أستاذا للاجتماعات في المكتب السلطاني الثاني في بيروت حيث قضى في هذا العمل سنتين. عين بعدها مديرا لنادي الاتحاد والترقي في دمشق، وقبل أن ينتقل للعمل كمدرس للتاريخ في المدرسة الصلاحية في القدس عمل مديرا للمدرسة التجارية التي أنشأها والي بيروت ناظم باشا. ويعتبر التميمي من أوائل نشطاء ومؤسسي الجمعية العربية الفتاة عام 1911م بالتعاون مع زميله عوني عبد الهادي، شارك في جيش الأمير فيصل بن الحسين عام 1916م، وعندما عقد المؤتمر السوري العام من أجل إعلان رفض تأسيس أي سلطة انتدابية خارجية (بريطانية وفرنسية في سوريا الكبرى) بدمشق كان التميمي أحد ممثلي فلسطين فيه. عمل مديرا للكلية الإسلامية في القدس ثم العامرية الثانوية في يافا إبان الانتداب البريطاني حتى أحيل للتقاعد. وقد نشط سياسيا إبان فترة الانتداب البريطاني أيضاً. هاجر التميمي إلى دمشق إبان نكبة فلسطين عام 1948م وتوفي فيها عام 1956م.

## مؤلفاته[5]
1) الإقطاع وأول إقطاع في الإسلام (1945).
2) الحروب الصليبية (1945).
3) حوض البحر المتوسط (1945).
4) تاريخ أوروبا الحديث (1946).
5) تاريخ العصر الحديث (1946)
6) تاريخ الحروب الصليبية.
7) ولاية بيروت (1917) باللغة التركية القديمة (العثمانية)، بالاشتراك مع محمد بهجة.